# Rose Greely

Vista del jardín de rosas, de la casa de Henry Foxhall, en Wahington

Rose Ishbel Greely (1887–1969) fue una arquitecta estadounidense, y la primera en licenciarse en dicha carrera en la ciudad de Washington.

## Biografía
Rose Greely nació en Washington D. C., hija del explorador ártico Adolphus Greely y de Henrietta H.C. Nesmith.
Greely estudió bellas artes en muchas instituciones, incluyendo el Colegio de Agricultura de Maryland y el Instituto de Arte de Chicago, donde estudió diseño de interiores. En Florencia, Italia, estudió esmaltado y repujado de metales antes de decidirse por la arquitectura. Regresó a los Estados Unidos para asistir al Colegio Smith, estudiando con Henry Atherton Frost y graduándose en 1920. Recibió su entrenamiento en la Escuela de Arquitectura Doméstica y Paisajística para mujeres de Cambridge, donde consiguió su grado en 1919. Entre sus compañeros se encontraba Gertrude Sawyer, con la que trabajaría años más tarde en el diseño del Museo Jefferson Patterson. Después de su graduación, trabajó para Fletcher Steele como dibujante en Boston. También trabajó con la revista House Beautiful por un año. En 1923, se trasladó a Washington donde trabajó como paisajista para Horace Peaslee.
En 1925 fundó su propia firma de arquitectos, donde empleó una secretaria, un asistente y dos dibujantes. Diseñó más de 500 paisajes en sus cuarenta años de carrera, especializándose en diseño residencial, pero haciendo énfasis en la relación integral entre la edificación y su entorno. En la década de los cuarenta y cincuenta, diseñó paisajes militares, escuelas, edificios gubernamentales, teatros, jardines y vías, expandiendo su obra hasta México.

## Obras notables
- Paisaje Aberdeen Proving Grounds, 1934-35[4]
- Paisaje para la Embajada de Brasil en Washington, 1929-31[4]
- Army & Navy Country Club, Arlington, 1941[4]
- Granja orgánica Los Poblanos, Albuquerque, NM, 1932[6]

## Textos
"Planting Around the City House", House Beautiful, 1922